# Itoplectis phoenogaster
Itoplectis phoenogaster är en stekelart som beskrevs av Porter 1970. Itoplectis phoenogaster ingår i släktet Itoplectis och familjen brokparasitsteklar. Inga underarter finns listade i Catalogue of Life.